# Альфред Ходжеман
Альфред Ходжеман (англ. Alfred Hodgeman, 8 серпня 1885—січень 1964) — австралійський архітектор і картограф, відомий своєю причетністю до Австралійської антарктичної експедиції.

## Біографія
Альфред Джеймс Ходжман народився в Аделаїді (Південна Австралія) 8 серпня 1885 року.  Його батьками були Альфред Ходжман і Хелен Девідсон Пеннінгтон. 
Він був працевлаштований урядом Південної Австралії як кресляр, а згодом став архітектором. 
Сер Дуглас Моусон попросив Ходжемана розробити хатини для австралійської антарктичної експедиції і запропонував йому приєднатися до експедиції.   Хатини були зібрані в секціях, щоб можна було транспортувати їх до Антарктиди.  У рамках своєї ролі Ходжеман керував будівництвом головної хатини на головній базі та брав участь у кількох санаторних експедиціях, записаних маршрутах, берегових лініях та топографії. Він також залишився позаду, чекаючи повернення Далекосхідної експедиції Моусона, Белграйва Едварда Саттона Нінніса та Ксав'є Мерца.  Мерц і Нінніс загинули в дорозі, і лише Моусон повернувся живим; Ходжеман спроектував дошку та допоміг побудувати Меморіальний хрест для Мерца та Нінніса.  На честь нього названі острови Ходжемана. 
Після повернення він поїхав до Лондона на прохання Моусона допомогти у підготовці планів та креслень для публікації Моусона про експедицію «Дім Завірухи» (англ. Home of the Blizzard) . Він записався до лав армії в Першій світовій війні і брав активну участь, в тому числі в Галліполі та в Македонії. 
Він оселився в Англії і одружився з Вірою Сент-Джон Леблон в 1921 році. У пари було троє дітей. У 1920-х роках Ходжеман запросив Моусона приєднатися до своєї другої антарктичної експедиції, Британської Австралійської та Ново-Зеландської дослідницької експедиції, але згодом відмовився . Під час Другої світової війни працював у військово-морській базі Портсмут, а також служив у внутрішній гвардії . Він залишився в Англії і ніколи не повернувся до Австралії. 
Альфред Ходжеман помер у січні 1964 року. 